# Mosfilm

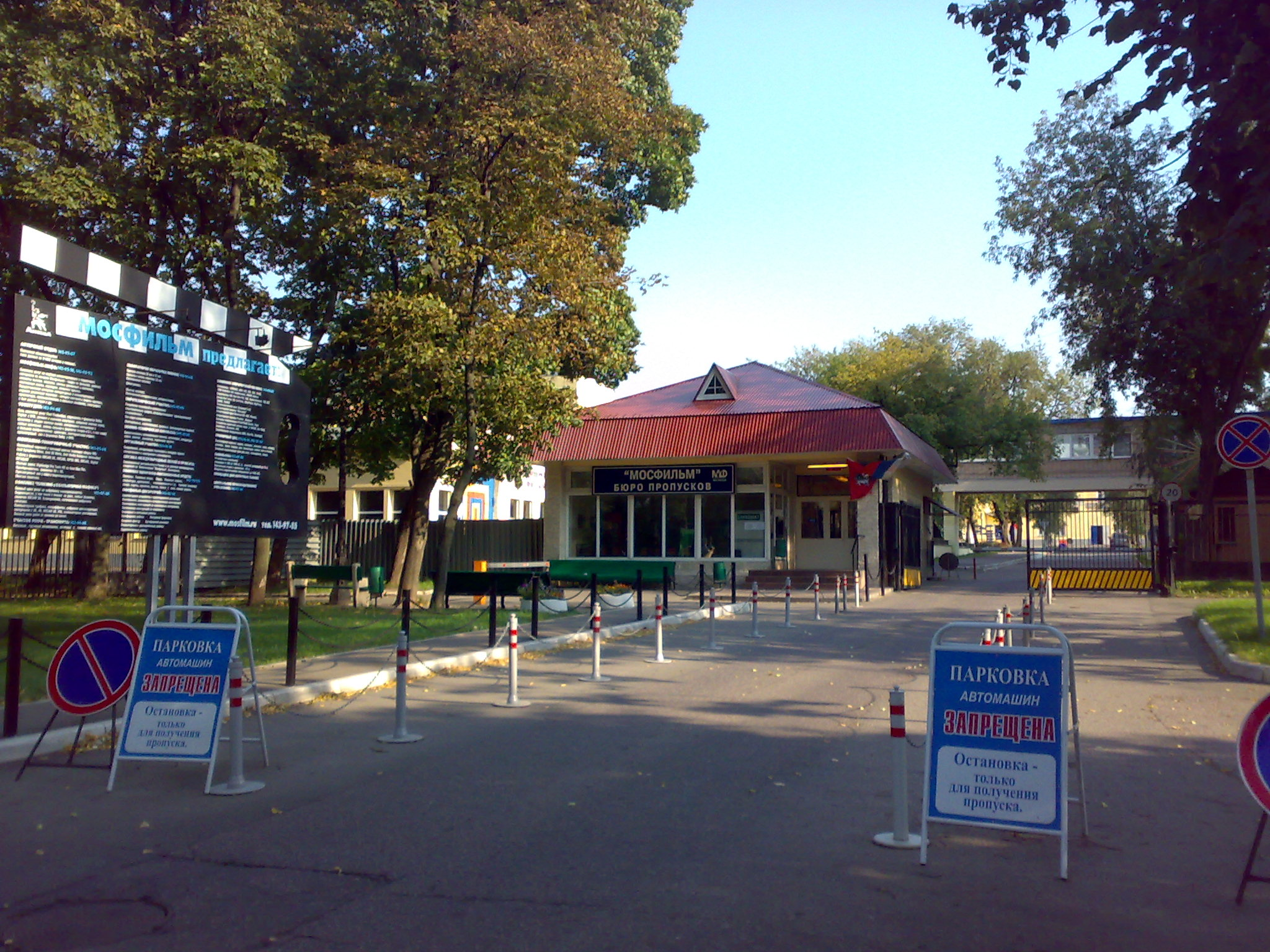
Mosfilms entré

Mosfilm (ryska: Мосфильм; [məs'fʲɨlʲm]) är en rysk filmstudio som är en av de största och äldsta i Europa. De flesta sovjetiska filmer som nått världsrykte har kommit från Mosfilm, däribland filmer av Eisenstein och Tarkovskij.
Mosfilms logotyp är skulpturgruppen Arbetare och kolchoskvinna formgiven av Vera Muchina.

## Utvalda filmer
- 1925 – Pansarkryssaren Potemkin (Броненосец Потëмкин), regi Sergej Eisenstein
- 1935 – Aerograd (Аэроград)
- 1946 – Stenblomman (Каменный цветок)
- 1957 – Och tranorna flyga (Летят журавли), vann Guldpalmen i Cannes 1958
- 1962 – Ivans barndom (Иваново детство), vann Guldlejonet vid Filmfestivalen i Venedig 1962
- 1964 – Jag är Cuba (Я - Куба)
- 1968 – Krig och fred (Война и Мир), vann Oscar i klassen Bästa utländska film vid Oscarsgalan 1969.
- 1969 – Bröderna Karamazov (Братья Карамазовы)
- 1975 – Afonja (Афоня)
- 1975 – Vägvisaren (Дерсу Узала), regi Akira Kurosawa
- 1975 – Zigenarlägret flyttar till himlen (Табор уходит в небо), regi Emil Loteanu
- 1977 – Mimino (Мимино)
- 1979 – Moskva tror inte på tårar (Москва слезам не верит), vann Oscar i klassen Bästa utländska film vid Oscarsgalan 1980.
- 1979 – Stalker (Сталкер), regi Andrej Tarkovskij
- 1983 – Nostalghia (Ностальгия)
- 2002 – Zvezda (Звезда)
- 2008 – Finding t.A.T.u. (Ты и я)